# Tom Green
Pour les articles homonymes, voir Tom Green (homonymie) et Green.
Tom Green est un acteur, humoriste et animateur de télévision canadien né le 30 juillet 1971 à Pembroke. Connu pour son humour trash, il a trouvé une audience auprès du grand public par l'intermédiaire de son émission de télévision sur MTV The Tom Green Show.

## Filmographie

### Comme acteur
- 1998 : The Chicken Tree : bus driver
- 1998 : Clutch : computer gimp
- 1999 : Superstar de Bruce McCulloch : Dylan Schmultz-Plutzker
- 2000 : Road Trip : Barry Manilow
- 2000 : Charlie et ses drôles de dames (Charlie's Angels) : Chad
- 2001 : Va te faire foutre Freddy ! (Freddy Got Fingered) : Gord Brody
- 2002 : Harvard à tout prix (Stealing Harvard) : Walter P. « Duff » Duffy
- 2002 : The True Meaning of Christmas Specials (télévision) : Thomas, the butler
- 2003 : Grind : Colorado skate shop owner
- 2005 : Bob le majordome (Bob the Butler) (télévision) : Bob Tree
- 2008 : Surf Trip : Kingsley
- 2009 : Road Trip 2 Beer Pong : Barry Manilow
- 2010 : Surf Trip 2 : Kingsley
- 2013 : Seed : Dr Stuart Meinertzhagen
- 2014 : Swearnet: The Movie : Lui-même
- 2019 : Iron Sky 2

### Comme producteur
- 1994 : The Tom Green Show (série télévisée)
- 1999 : Tom Green: Tonsil Hockey (vidéo)
- 1999 : Tom Green: Something Smells Funny (vidéo)
- 1999 : Tom Green: Endangered Feces (vidéo)
- 2000 : The Tom Green Show (série télévisée)
- 2001 : The Tom Green Cancer Special (télévision)
- 2002 : The Skateboard Show (télévision)
- 2005 : Light Coming Out of Ear!!!

### Comme scénariste
- 1994 : The Tom Green Show (série télévisée)
- 1999 : Tom Green: Tonsil Hockey (vidéo)
- 1999 : Tom Green: Something Smells Funny (vidéo)
- 1999 : Tom Green: Road Kill (vidéo)
- 1999 : Tom Green: Endangered Feces (vidéo)
- 2000 : The Tom Green Show Uncensored (vidéo)
- 2000 : The Tom Green Show (série télévisée)
- 2001 : Va te faire foutre Freddy ! (Freddy Got Fingered)
- 2001 : The Tom Green Cancer Special (télévision)
- 2005 : Light Coming Out of Ear!!!

### Comme compositeur
- 1994 : The Tom Green Show (série télévisée)
- 1999 : Tom Green: Tonsil Hockey (vidéo)
- 2000 : The Tom Green Show (série télévisée)

### Comme réalisateur
- 1999 : Tom Green: Endangered Feces (vidéo)
- 2001 : Va te faire foutre Freddy ! (Freddy Got Fingered)
- 2002 : Subway Monkey Hour (télévision)
- 2005 : Light Coming Out of Ear!!!

### Comme monteur
- 2005 : Light Coming Out of Ear!!!

### Récompenses
- 5 Razzie Awards en 2001 pour le film Va te faire foutre Freddy !